# Hrvatski nogometni kup 2022-2023
La Hrvatski nogometni kup 2022./23. (Coppa croata di calcio 2022-23), conosciuta anche come SuperSport Hrvatski nogometni kup 2022./23. per ragioni di sponsorizzazione, è la trentaduesima edizione della coppa nazionale croata. Organizzata dalla Federazione calcistica della Croazia, inizierà a fine agosto 2022 con la disputa del turno preliminare e terminerà il 24 maggio 2023 con la finale.
Il detentore è lo Hajduk Spalato.
Da questa stagione sono stati introdotti nuovi premi in denaro per le partecipanti alla coppa. Nel turno preliminare, la squadra di casa riceve 10000 kune e l'ospite 7500. Nei sedicesimi, negli ottavi e nei quarti di finale, solo la squadra di casa ottiene un premio rispettivamente di 15000, 20000 e 30000 kune. Per le semifinali sono previsti 50000 kune per tutti i club. La finalista della coppa riceverà 75000 kune e la vincitrice 150000. Grazie al nuovo contratto televisivo e ai diritti di sponsorizzazione, i premi saranno pagati dalla Federcalcio croata (1 euro = 7,53 kune).

## Formula e partecipanti
Alla competizione partecipano le migliori squadre delle divisioni superiori, con la formula dell'eliminazione diretta, tutti i turni sono disputati in gara unica.
Al turno preliminare accedono le squadre provenienti dalle  Županijski kupovi (le coppe regionali): le 21 vincitrici più le finaliste delle 11 coppe col maggior numero di partecipanti.
Le prime 16 squadre del ranking quinquennale di coppa (63 punti alla vincitrice della coppa, 31 alla finalista, 15 alle semifinaliste, 7 a quelle che hanno raggiunto i quarti, 3 a quelle eliminate agli ottavi, 1 se eliminate ai sedicesimi) sono ammesse di diritto ai sedicesimi di finale.

### Ammesse di diritto ai sedicesimi di finale
Le prime 16 squadre (coi punti) del ranking 2016-2021 entrano di diritto nei sedicesimi della Coppa 2021-22 (lo Zara non è più in attività) :
- 1 Rijeka (219)
- 2 Dinamo Zagabria (195)
- 3 Lokomotiva Zagabria (63)
- 4 Osijek (59)
- 5 Hajduk Spalato (55)
- 6 Istria 1961 (47)
- 7 Slaven Belupo (39)
- 8 Inter Zaprešić (37)
- 9 HNK Gorica (25)
- 10 Sebenico (19)
- 11 RNK Spalato (19)
- 12 Vinogradar (15)
- 13 Rudeš (14)
- 14 Varaždin (11)
- 15 Zara (11)
- 16 Cibalia (9)
- 17 Oriolik Oriovac (9)

Queste squadre partono con il seguente punteggio (del quadriennio 2018-2022):

187-Rijeka, 171-Dinamo, 111-Hajduk, 63-Lokomotiva, 59-Osijek, 52-Istra 1961, 39-Gorica, 39-Slaven Belupo, 31-Inter Zaprešić, 19-Šibenik, 14-Rudeš, 13-Varaždin, 13-Vinogradar, 12-Oriolik, 7-Cibalia, 5-Split

### Le finali regionali
Le Županijski kupovi (le coppe regionali) 2021-2022 hanno qualificato le 32 squadre (segnate in giallo) che partecipano al turno preliminare della Coppa di Croazia 2022-23. Si qualificano le 21 vincitrici più le finaliste delle 11 coppe col più alto numero di partecipanti.
| Zona                                    | Regione                       | Vincitore             | Finalista     | Risultato |
| OVEST                                   |                               |                       |               | |
| --------------------------------------- | ----------------------------- | --------------------- | ------------- | --- |
| OVEST                                   | Regione istriana              | Jadran Parenzo        | Funtana       | 3–1 |
| OVEST                                   | Regione litoraneo-montana     | Grobničan Čavle       | Orijent       | 2–1 |
| OVEST                                   | Regione della Lika e di Segna | Nehaj Senj            | Otočac        | 0–0 (4-2 dtr) |
| CENTRO                                  |                               |                       |               | |
| Città di Zagabria                       | Dubrava                       | Hrvatski Dragovoljac  | 1–0           | |
| Regione di Zagabria                     | Sava Strmec                   | Bistra                | 3–2           | |
| Regione di Krapina e dello Zagorje      | Gaj Mače                      | Mladost Zabok         | 0–0 (5-4 dtr) | |
| Regione di Karlovac                     | Karlovac                      | Vatrogasac G. Mekušje | 6–2           | |
| Regione di Sisak e della Moslavina      | Moslavina                     | Mladost Petrinja      | 4–2           | |
| NORD                                    |                               |                       |               | |
| Regione di Virovitica e della Podravina | Virovitica                    | Papuk Orahovica       | 1–0           | |
| Regione di Koprivnica e Križevci        | Tehničar Cvetkovec            | Križevci              | 0–0 (5-4 dtr) | |
| Regione del Međimurje                   | Nedelišće                     | Međimurje             | 2–0 e 4–1     | |
| Regione di Varaždin                     | Varteks                       | Bednja Beletinec      | 1–0           | |
| Regione di Bjelovar e della Bilogora    | Mladost Ždralovi              | Bjelovar              | 2–0           | |
| EST                                     |                               |                       |               | |
| Regione di Osijek e della Baranja       | BSK Bijelo Brdo               | Belišće               | 5–1           | La finale si sarebbe dovuta disputare il 15.08.22, ma è stata rinviata a data da destinarsi. Dato che le due società si sono trovate abbinate insieme nei 16esimi della coppa nazionale, si sono messe d'accordo perché tale gara funga anche da finale della coppa regionale. |
| Regione di Vukovar e della Sirmia       | Borinci Jarmina               | Vuteks Sloga          | 3–1           | |
| Regione di Požega e della Slavonia      | BSK Buk                       | Jakšić                | 2–2 (6-5 dtr) | |
| Regione di Brod e della Posavina        | Slavonac Bukovlje             | Marsonia 1909         | 4–2           | |
| SUD                                     |                               |                       |               | |
| Regione zaratina                        | Primorac Biograd              | Dragovoljac Poličnik  | 1–0           | |
| Regione di Sebenico e Tenin             | Vodice                        | Zagora Unešić         | 3–0           | |
| Regione spalatino-dalmata               | Solin                         | GOŠK Kaštela          | 3–0           | |
| Regione raguseo-narentana               | Neretva Metković              | Jadran Smokvica       | 5–2           | |

Le squadre qualificate hanno la seguente graduatoria (che non viene considerata per il turno preliminare, a sorteggio integrale, bensì per il primo turno) che tiene conto dei punti nel ranking, del campionato e della posizione nel 2021-22:

1° BSK Bijelo Brdo (6 punti, II divisione); 2° Belišće (6 punti, III); 3° Mladost Ždralovi (4 punti); 4° Marsonia (3 punti, III - 4º classificato); 5° Nehaj Senj (3 punti, III - 11°); 6° Bjelovar (2 punti III - 3°); 7° Karlovac (2 punti, III - 4°); 8° Međimurje (2 punti, III - 5°); 9° Primorac Biograd (2 punti, III - 10°); 10° Vuteks Sloga (2 punti, III - 15°); 11° Bednja (2 punti, IV); 12° Jadran Poreč (1 punto, III - 3°); 13° Radnik Križevci (1 punto, III - 4°); 14° Gaj Mače (1 punto, III - 9°); 15° Mladost Petrinja (1 punto, III - 18°); 16° Nedelišće (1 punto, V - 1°); 17° Solin (0 punti, II - 9°); 18° Dubrava (0 punti, II - 11°); 19° Grobničan (0 punti, III - 2°); 20° Neretva (0 punti, III - 5°); 21° Papuk Orahovica (0 punti, III - 8°); 22° Varteks (0 punti, III - 9°); 23° Bistra (0 punti, III - 12°); 24° Virovitica (0 punti, III - 12°); 25° Vodice (0 punti, III - 16°); 26° Slavonac Bukovlje (0 punti, III - 18°); 27° Tehničar Cvetkovec (0 punti, IV - 1°); 28° Sava Strmec (0 punti, IV - 2°); 29° Moslavina Kutina (0 punti; IV - 3°); 30° Borinci (0 punti, IV - 3°); 31° BSK Buk (0 punti, V - 2°); 32° Funtana (0 punti, V - 3°)

### Riepilogo
| turno d'entrata | 1ª Divisione HNL | 2ª Divisione 1. NL | 3ª Divisione 2 NL | 4ª Divisione 3. NL | 5ª Divisione (livello interregionale)                                                                                 | 6ª Divisione 1.ŽNL (1º livello regionale)                                                                             |
| --------------- | --- | --- | --- | --- | --- | --- |
| dai 16esimi     | Dinamo Zagabria HNK Gorica Hajduk Spalato Istria 1961 Lokomotiva Zagabria Osijek Rijeka Sebenico Slaven Belupo Varaždin | Cibalia Rudeš | | Oriolik Oriovac RNK Spalato | Vinogradar | |
| dal preliminare | | BSK Bijelo Brdo Dubrava Solin                                                                                         | Belišće Bjelovar Grobničan Čavle Jadran Parenzo Marsonia 1909 Mladost Ždralovi Međimurje                              | Bistra Gaj Mače Karlovac Križevci Mladost Petrinja Nehaj Senj Neretva Metković Papuk Orahovica Primorac Biograd Sava Strmec Varteks Virovitica Vodice Vuteks Sloga | Bednja Beletinec Borinci Jarmina Moslavina Nedelišće Slavonac Bukovlje Tehničar Cvetkovec                             | BSK Buk Funtana |
| non qualificate | nessuna | Croatia Zmijavci Dugopolje Jarun Kustošija Orijent Hr.Dragovoljac Vukovar                                             | Dugo Selo Hrvace Jadran LP Opatija Osijek "B" Sesvete Trnje Zagorec Zrinski                                           | tutte le altre squadre | tutte le altre squadre                                                                                                | tutte le altre squadre                                                                                                |
| Note            | Le seconde squadre (Dinamo II, Osijek II, etc) non possono partecipare alla coppa. Inter Zaprešić non più in attività   | Le seconde squadre (Dinamo II, Osijek II, etc) non possono partecipare alla coppa. Inter Zaprešić non più in attività | Le seconde squadre (Dinamo II, Osijek II, etc) non possono partecipare alla coppa. Inter Zaprešić non più in attività | Le seconde squadre (Dinamo II, Osijek II, etc) non possono partecipare alla coppa. Inter Zaprešić non più in attività                                              | Le seconde squadre (Dinamo II, Osijek II, etc) non possono partecipare alla coppa. Inter Zaprešić non più in attività | Le seconde squadre (Dinamo II, Osijek II, etc) non possono partecipare alla coppa. Inter Zaprešić non più in attività |

### Calendario
| Turno                | Numero di incontri | Squadre | Entrano a questo turno                                                 | Date            |
| -------------------- | ------------------ | ------- | ---------------------------------------------------------------------- | --------------- |
| Turno preliminare    | 16                 | 48 → 32 | Vincitrici delle 21 coppe regionali 11 finaliste delle coppe regionali | 31 agosto 2022  |
| Sedicesimi di finale | 16                 | 32 → 16 | Le migliori 16 del ranking                                             | 19 ottobre 2022 |
| Ottavi di finale     | 8                  | 16 → 8  | –                                                                      | 9 novembre 2022 |
| Quarti di finale     | 4                  | 8 → 4   | –                                                                      | 1º marzo 2023   |
| Semifinali           | 2                  | 4 → 2   | –                                                                      | 26 aprile 2023  |
| Finale               | 1                  | 2 → 1   | –                                                                      | 24 maggio 2023  |

## Turno preliminare
Il sorteggio del turno preliminare si è tenuto il 19 luglio 2022.
| Squadra 1          | Risultato       | Squadra 2        |
| ------------------ | --------------- | ---------------- |
| 31 agosto 2022     |                 |                  |
| Sava Strmec        | 4 – 6           | Bednja Beletinec |
| Moslavina          | 3 – 2           | Međimurje        |
| Solin              | 6 – 1           | Funtana          |
| Nehaj Senj         | 0 – 4           | Primorac Biograd |
| Neretva Metković   | 0 – 2           | Grobničan Čavle  |
| BSK Bijelo Brdo    | 5 – 1           | Marsonia 1909    |
| Križevci           | 1 – 3           | Dubrava          |
| Nedelišće          | 3 – 3 (8-7 dtr) | Varteks          |
| Virovitica         | 0 – 6           | Mladost Ždralovi |
| Tehničar Cvetkovec | 4 – 0           | Mladost Petrinja |
| Belišće            | 3 – 0           | BSK Buk          |
| Bjelovar           | 1 – 0 (dts)     | Gaj Mače         |
| Slavonac Bukovlje  | 0 – 2           | Borinci Jarmina  |
| Papuk Orahovica    | 0 – 0 (4-2 dtr) | Karlovac         |
| Vuteks Sloga       | 1 – 2           | Jadran Parenzo   |
| Bistra             | 2 – 1           | Vodice           |

## Sedicesimi di finale
Gli accoppiamenti vengono eseguiti automaticamente attraverso il ranking del momento (32ª–1ª, 31ª–2ª, 30ª–3ª, etc).
La squadra che verrà abbinata all'Inter Zaprešić (club che ha cessato l'attività il 21 luglio 2022) passerà direttamente il turno.

La graduatoria è la seguente: 1-Rijeka, 2-Dinamo, 3-Hajduk, 4-Lokomotiva, 5-Osijek, 6-Istra 1961, 7-Gorica, 8-Slaven Belupo, 9-Inter Zaprešić, 10-Šibenik, 11-Rudeš, 12-Varaždin, 13-Vinogradar, 14-Oriolik, 15-Cibalia, 16-BSK Bijelo Brdo, 17-Belišće, 18-RNK Split, 19-Mladost Ždralovi, 20-Bjelovar, 21-Primorac Biograd, 22-Bednja Beletinec, 23-Jadran Poreč, 24-Nedelišće, 25-Solin, 26-Dubrava, 27-Grobničan, 28-Papuk Orahovica, 29-Bistra, 30-Tehničar Cvetkovec. Per indicare la 31ª e la 32ª posizione si rende necessario un sorteggio fra Borinci e Moslavina Kutina, squadre in parità nel ranking, per assegnare gli avversari a Rijeka e Dinamo.
| Squadra 1          | Risultato       | Squadra 2           |
| ------------------ | --------------- | ------------------- |
| 27 settembre 2022  |                 |                     |
| Borinci Jarmina    | 0 – 4           | Dinamo Zagabria     |
| 12 ottobre 2022    |                 |                     |
| Tehničar Cvetkovec | 1 – 5           | Hajduk Spalato      |
| 18 ottobre 2022    |                 |                     |
| Solin              | 1 – 2 (dts)     | Slaven Belupo       |
| Dubrava            | 2 – 3           | HNK Gorica          |
| Papuk Orahovica    | 0 – 2           | Osijek              |
| Mladost Ždralovi   | 6 – 0           | Oriolik Oriovac     |
| Jadran Parenzo     | 1 – 2           | Sebenico            |
| 19 ottobre 2022    |                 |                     |
| Moslavina          | 1 – 1 (4-5 dtr) | Rijeka              |
| Bistra             | 1 – 6           | Lokomotiva Zagabria |
| Grobničan Čavle    | 1 – 2           | Istria 1961         |
| Nedelišće          | n.d.            | Inter Zaprešić      |
| Bednja Beletinec   | 0 – 3           | Rudeš               |
| Primorac Biograd   | 1 – 4 (dts)     | Varaždin            |
| Bjelovar           | 4 – 2 (dts)     | Vinogradar          |
| RNK Spalato        | 2 – 0           | Cibalia             |
| Belišće            | 1 – 5           | BSK Bijelo Brdo     |

## Ottavi di finale
Gli accoppiamenti vengono eseguiti automaticamente attraverso il ranking del momento (16ª–1ª, 15ª–2ª, 14ª–3ª, etc) e vengono comunicati il 19 ottobre 2022.
| Squadra 1        | Risultato | Squadra 2           |
| ---------------- | --------- | ------------------- |
| 2 novembre 2022  |           |                     |
| Nedelišće        | 0 – 6     | Slaven Belupo       |
| 8 novembre 2022  |           |                     |
| Mladost Ždralovi | 0 – 2     | Hajduk Spalato      |
| Rudeš            | 2 – 1     | Istria 1961         |
| 9 novembre 2022  |           |                     |
| BSK Bijelo Brdo  | 2 – 1     | Rijeka              |
| Bjelovar         | 0 – 1     | Lokomotiva Zagabria |
| Varaždin         | 1 – 2     | Osijek              |
| Sebenico         | 2 – 0     | HNK Gorica          |
| 14 febbraio 2023 |           |                     |
| RNK Spalato      | 1 – 3     | Dinamo Zagabria     |

## Quarti di finale
Il sorteggio è stato effettuato il 16 novembre 2022.

| Squadra 1        | Risultato   | Squadra 2           |
| ---------------- | ----------- | ------------------- |
| 28 febbraio 2023 |             |                     |
| Slaven Belupo    | 2 – 0       | Rudeš               |
| 1º marzo 2023    |             |                     |
| Osijek           | 1 – 2       | Hajduk Spalato      |
| Dinamo Zagabria  | 3 – 1 (dts) | Lokomotiva Zagabria |
| BSK Bijelo Brdo  | 0 – 2       | Sebenico            |

## Semifinali
Il sorteggio è stato effettuato il 6 marzo 2023.
| Squadra 1      | Risultato | Squadra 2       |
| -------------- | --------- | --------------- |
| 5 aprile 2023  |           |                 |
| Sebenico       | 2 – 1     | Dinamo Zagabria |
| 12 aprile 2023 |           |                 |
| Slaven Belupo  | 0 – 1     | Hajduk Spalato  |

## Finale
Il 27 febbraio 2023, la HNS comunica che la finale si disputerà il 24 maggio 2023 allo Stadio Rujevica di Fiume.
| Arbitro: | Pajač (Sveti Ivan Zelina) |

|                                 |           |  |
| Melnjak 64’ Livaja 90+4’ (rig.) | Marcatori |  |

| Hajduk | Šibenik |

| P               | 13 | Ivan Lučić       |       |       |
| D               | 43 | Niko Sigur       |       |       |
| D               | 25 | Chidozie Awaziem |       |       |
| D               | 97 | Ferro            |       | 90+2’ |
| D               | 17 | Dario Melnjak    |       |       |
| C               | 23 | Filip Krovinović |       |       |
| C               | 21 | Rokas Pukštas    |       |       |
| C               | 11 | Yassine Benrahou |       | 86’   |
| A               | 77 | Emir Sahiti      |       | 79’   |
| A               | 29 | Jan Mlakar       |       |       |
| A               | 10 | Marko Livaja     | 90+5’ |       |
| A disposizione: |    |                  |       |       |
| P               | 1  | Danijel Subašić  |       |       |
| D               | 8  | Stefan Simić     |       |       |
| D               | 33 | Elvis Letaj      |       |       |
| C               | 42 | Niko Đolonga     |       |       |
| C               | 44 | Luka Vušković    |       | 90+2’ |
| C               | 6  | Marco Fossati    |       | 86’   |
| C               | 20 | Agustin Anello   |       | 79’   |
| C               | 88 | Ivan Ćubelić     |       |       |
| A               | 9  | Nikola Kalinić   |       |       |
| Allenatore:     |    |                  |       |       |
| Ivan Leko       |    |                  |       |       |

|                 |    |                  |     |     |
|                 |    |                  |     |     |
| P               | 1  | Antonio Đaković  |     |     |
| D               | 88 | Zoran Kvržić     |     |     |
| D               | 5  | Stefan Perić     |     |     |
| D               | 3  | Josip Kvesić     | 69’ |     |
| D               | 17 | Marcos Mina      |     | 69’ |
| C               | 37 | Haruki Arai      |     |     |
| C               | 33 | Nikola Đorić     |     | 86’ |
| C               | 6  | Marko Soldo      |     | 79’ |
| C               | 24 | Amer Hiroš       |     |     |
| A               | 34 | Karlo Špeljak    |     | 69’ |
| A               | 11 | Ivan Dolček      |     |     |
| A disposizione: |    |                  |     |     |
| P               | 95 | Lovre Rogić      |     |     |
| D               | 6  | Juan Camilo Mesa |     | 69’ |
| D               | 16 | Viktor Damjanić  |     |     |
| D               | 25 | Doni Grdić       |     | 86’ |
| D               | 31 | Josip Baturina   |     |     |
| C               | 4  | Mislav Matić     |     |     |
| C               | 21 | Iker Pozo        | 69’ | 89’ |
| C               | 77 | Dario Čanađija   | 69’ | 72’ |
| A               | 30 | Josip Knežević   |     | 79’ |
| Allenatore:     |    |                  |     |     |
| Damir Canadi    |    |                  |     |     |

| Assistenti arbitrali: Sanja Rođak-Karšić (Podravske Sesvete) Vedran Đurak (Sveti Ivan Zelina) Quarto ufficiale: Patrik Kolarić (Čakovec) VAR: Fran Jović (Zagabria) Assistente al VAR: Bojan Zobenica (Velika Gorica) | Regole dell'incontro: - due tempi regolamentari da 45 minuti ciascuno; - due tempi supplementari da 15 minuti ciascuno in caso di parità; - tiri di rigore in caso di ulteriore parità; inizialmente cinque per squadra, e a oltranza fino a spareggio in caso di ulteriore parità; - numero massimo di 20 giocatori per squadra a referto (11 in campo e 9 come potenziali sostituti); - cinque sostituzioni permesse. |

## Marcatori
| Pos. | Giocatore                  | Squadra                    | Reti |
| ---- | -------------------------- | -------------------------- | ---- |
| 1    | Josip Drmić                | Dinamo Zagabria            | 6    |
| 2    | Marko Guja                 | Mladost Ždralovi           | 4    |
| 3    | Vice Birkić                | Primorac Biograd           | 3    |
| 3    | Jan Mlakar                 | Hajduk Spalato             | 3    |
| 3    | Marc Tokich                | BSK Bijelo Brdo            | 3    |
| 3    | Sandro Kulenović           | Lokomotiva Zagabria        | 3    |
| 7    | 20 giocatori da 14 squadre | 20 giocatori da 14 squadre | 2    |